# BabelScores
BabelScores est une bibliothèque numérique de partitions musicales entièrement consacrée à la musique contemporaine. La société a été créée en 2009 et fournit une plate-forme pour la circulation et la promotion de la musique écrite au cours des 40 dernières années.

## Historique
Au cours de l'année 2009, un groupe d'étudiants en composition au Conservatoire national supérieur de musique et de danse de Paris a eu l'idée de créer une bibliothèque musicale numérique pour la musique contemporaine basée sur le souhait de promouvoir le travail des compositeurs vivants. La plateforme en ligne a été officiellement lancée en 2010 par Lucas Fagin et Pedro Garcia-Velasquez.

## Contenu
La bibliothèque en ligne rassemble une sélection de musique de plus de 570 compositeurs du monde entier et propose des partitions entièrement numérisées avec enregistrements audio et notes du compositeur. De 2009 à 2019, BabelScores a rassemblé une collection de plus de 2 500 œuvres, devenant ainsi une base de données pertinente pour la musique contemporaine. Avec une approche globale, l'objectif principal de la plateforme est de fournir un outil de circulation aux musiciens, universités, conservatoires, ensembles, orchestres, musicologues et festivals du monde entier,.
Le catalogue, en constante augmentation, comprend notamment les œuvres des compositeurs suivants, :
- Georges Aperghis
- William Blank
- Patrick Burgan
- Pedro Garcia-Velasquez
- Lucas Fagin
- José-Luis Campana
- Édith Canat de Chizy
- Bernard Cavanna
- Violeta Cruz
- Aurélien Dumont
- Henry Fourès
- Benjamin de la Fuente
- Arturo Gervasoni
- Anthony Girard
- Carlos Grätzer
- Pascale Jakubowski
- Panayiotis Kokoras
- Sophie Lacaze
- Jean-François Laporte
- Ramon Lazkano
- Claude Ledoux
- Alain Louvier
- Clara Maïda
- Julien Malaussena
- Yan Maresz
- Frédérick Martin
- Keita Matsumiya
- Paul Méfano
- Benoît Menut
- Pierre Michaud
- Éric Montalbetti
- Luis Naón
- Michèle Reverdy
- Luis-Fernando Rizo-Salom
- François Rossé
- Antonin Servière
- Georgia Spiropoulos
- Adrien Trybucki
- Harold Vásquez-Castañeda

Le moteur de recherche propose plusieurs catégories de recherche telles que compositeur, genre, date, instrumentation, région géographique ou niveau de difficulté,. BabelScores propose une interface en français, en anglais et en espagnol et également une biographie de chaque compositeur.

## Accès
L'accès à la bibliothèque de Babelscores est possible par abonnement individuel ou institutionnel.
Les principales institutions abonnées sont, :
- Bibliothèque nationale de France[1]
- Bayerische Staatsbibliothek
- Institut de recherche et coordination acoustique/musique
- Université Columbia[6]
- Université Harvard[9]
- Université Stanford
- Université Yale[7]
- Université McGill
- Université de Montréal
- Université d'Édimbourg
- Université de Melbourne[10]
- Université d'Auckland
- Conservatoire national supérieur de musique et de danse de Paris
- Conservatoire national supérieur de musique et de danse de Lyon
- Haute École de musique de Genève
- Académie Sibelius
- Juilliard School[11]
- Guildhall School of Music and Drama
- École supérieure de musique de Catalogne
- Hochschule für Musik und Theater Hamburg
- Fondation Royaumont